# Lasiurus (plantengeslacht)
Lasiurus is een geslacht uit de grassenfamilie (Poaceae). De soorten van dit geslacht komen voor in Oost-Afrika en India.  De botanische naam is afgeleid van het Oudgrieks: lasios (λάσιος), 'harig' en oura (οὐρά), 'staart'. Dit verwijst naar de harige pluim van verschillende soorten.

## Soorten
Van het geslacht zijn de volgende soorten bekend: 
- Lasiurus hirsutus